# بیل تومی
بیل تومی (انگلیسی: Bill Toomey؛ زادهٔ ۱۰ ژانویهٔ ۱۹۳۹) ورزشکار دهگانه اهل ایالات متحده آمریکا بود.
وی در مسابقات کشوری و بین‌المللی در مجموع برندهٔ ۳ مدال طلا شده‌است.